# خوزه آنتونیو اسپین
خوزه آنتونیو اسپین (انگلیسی: José Antonio Espín؛ زادهٔ ۹ فوریهٔ ۱۹۸۵) بازیکن فوتبال اهل اسپانیا است.
از باشگاه‌هایی که در آن بازی کرده‌است می‌توان به باشگاه فوتبال لاریسا، باشگاه فوتبال ایبار، و باشگاه فوتبال میراندس اشاره کرد.